# Chris Durkin
Christopher James Durkin, detto Chris (Hampton, 8 febbraio 2000), è un calciatore statunitense, centrocampista del St. Louis City.

## Caratteristiche tecniche
È un mediano.

## Carriera

### Club
Ha esordito in MLS il 4 marzo 2018 disputando con il FC Dallas l'incontro pareggiato 1-1 contro l'Orlando City.

### Nazionale
Ha giocato nelle nazionali giovanili statunitensi Under-15, Under-17 ed Under-20.

## Statistiche

### Presenze e reti nei club
Statistiche aggiornate al 27 dicembre 2018.
| Stagione                | Squadra                 | Campionato              | Campionato | Campionato | Coppe nazionali | Coppe nazionali | Coppe nazionali | Coppe continentali | Coppe continentali | Coppe continentali | Altre coppe | Altre coppe | Altre coppe | Totale | Totale | Totale |
| Stagione                | Squadra                 | Comp                    | Pres       | Reti       | Comp            | Pres            | Reti            | Comp               | Pres               | Reti               | Comp        | Pres        | Reti        | Pres   | Reti   |        |
| ----------------------- | ----------------------- | ----------------------- | ---------- | ---------- | --------------- | --------------- | --------------- | ------------------ | ------------------ | ------------------ | ----------- | ----------- | ----------- | ------ | ------ | ------ |
| 2015                    | Richmond Kickers        | USL                     | 1          | 0          | USCup           | 0               | 0               |                    | -                  | -                  |             | -           | -           | 1      | 0      |        |
| 2016                    | Richmond Kickers        | USL                     | 3          | 0          | USCup           | 0               | 0               |                    | -                  | -                  |             | -           | -           | 3      | 0      |        |
| 2017                    | Richmond Kickers        | USL                     | 11         | 0          | USCup           | 0               | 0               |                    | -                  | -                  |             | -           | -           | 11     | 0      |        |
| Totale Richmond Kickers | Totale Richmond Kickers | Totale Richmond Kickers | 15         | 0          |                 | 0               | 0               |                    | -                  | -                  |             | -           | -           | 15     | 0      |        |
| 2016                    | D.C. United             | MLS                     | 0          | 0          | USCup           | 1               | 0               |                    | -                  | -                  |             | -           | -           | 1      | 0      |        |
| 2017                    | D.C. United             | MLS                     | 0          | 0          | USCup           | 1               | 0               |                    | -                  | -                  |             | -           | -           | 1      | 0      |        |
| 2018                    | D.C. United             | MLS                     | 23         | 0          | USCup           | 2               | 0               |                    | -                  | -                  |             | -           | -           | 25     | 0      |        |
| Totale carriera         | Totale carriera         | Totale carriera         | 38         | 0          |                 | 4               | 0               |                    | -                  | -                  |             | -           | -           | 42     | 0      |        |